# ビクター・ザンブラーノ
ビクター・マニュエル・ザンブラーノ（Victor Manuel Zambrano、1975年8月6日 - ）は、ベネズエラ・ミランダ州グアイカイプロ市ロステケス出身の元プロ野球選手（投手）。右投右打。

## 経歴

### プロ入りとマイナー時代
1993年8月19日、アマチュア・フリーエージェントでニューヨーク・ヤンキースと内野手として契約したが、1994年と1995年の2年間で二塁手、遊撃手として77試合に出場し、打率は.206の成績に終わった。
1996年2月7日に放出された。

### レイズ時代
その後、タンパベイ・デビルレイズと投手としてオファーをもらい、投手の経験が全くなかったが、最後のチャンスと思い、同年3月14日契約した。
2001年6月21日のレッドソックス戦でメジャーデビューを果たし、その後、リリーフで36試合に登板した。
2002年8月5日に初めて先発で登板し、以後シーズン終了までに11試合先発登板した。
2003年に球団史上歴代2位となる12勝を挙げ、シーズン終了時に通算26勝で球団最多タイ記録となったが、106四球・20死球・10暴投を記録し、この3部門でリーグ1位となった。
2004年には、日本での開幕投手を任され、勝ち投手となり球団記録を更新した。

### メッツ時代
2004年7月30日にニューヨーク・メッツのスコット・カズミアーらとのトレードでメッツへ移籍。トレード後にカズミアーが奪三振王するなど活躍し、メッツ史上ノーラン・ライアンを放出したトレードと並び最悪のトレードとも言われている。
ザンブラーノは移籍後、8月17日までに3試合に登板したが、8月19日に故障者リスト入りでシーズンを終えた。
2005年は規定投球回以上を投げた。
2006年開幕前の3月に第1回WBCのベネズエラ代表に選出された。
シーズンでは5月15日にトミー・ジョン手術を受けシーズンを終え、5試合にしか登板できなかった。

### ブルージェイズ時代
2007年1月30日にトロント・ブルージェイズと契約したが、8試合に登板し、防御率10.97の成績で、球団は7月9日に解雇した。

### パイレーツ傘下時代
2007年8月10日にピッツバーグ・パイレーツと契約した。

### オリオールズ時代
2007年9月9日にボルチモア・オリオールズが獲得。その後5試合に登板し、防御率9.49と不振だった。

### ヤンキース、ロッキーズ傘下時代
2008年は、ニューヨーク・ヤンキースとコロラド・ロッキーズのマイナーチームに所属。

### 台湾球界時代
2009年開幕前の3月に第2回WBCのベネズエラ代表に選出された。
シーズンでは、台湾・中華職業棒球大聯盟のLa Newベアーズでプレーした。

### メキシカンリーグ時代
2009年のシーズン途中に、リーガ・メヒカーナ・デ・ベイスボルのモンテレイ・サルタンズと契約を結び16試合に登板した。オフに、退団した。
2010年は、チワワ・ドラドスで8試合に登板した。球団は、この年限りで解散となった。

## プレースタイル
とてもコンパクトな腕の振りで打者を幻惑する。ピンチでは集中力を失う傾向があり、走者への牽制は上手ではない。
球種は91〜92マイルのストレートとスライダー、サークルチェンジ。速球はとても重く、右打者の手元へ食い込むように沈ませて投げるが、この球でストライクを取るのが苦手なこともあり、先発へ転向する大きな要因となった。
スライダーの変化はとても鋭く、球離れの位置を変えることで曲がりの大きさと変化を調整し、打者の手元で変化させている。サークルチェンジはとてもキレがあり、時々スプリッターに見えるほど沈む。

## 詳細情報

### 年度別投手成績
| 年 度     | 球 団     | 登 板 | 先 発 | 完 投 | 完 封 | 無 四 球 | 勝 利 | 敗 戦 | セ 丨 ブ | ホ 丨 ル ド | 勝 率 | 打 者 | 投 球 回 | 被 安 打 | 被 本 塁 打 | 与 四 球 | 敬 遠 | 与 死 球 | 奪 三 振 | 暴 投 | ボ 丨 ク | 失 点 | 自 責 点 | 防 御 率 | W H I P |
| --------- | --------- | ----- | ----- | ----- | ----- | -------- | ----- | ----- | -------- | ----------- | ----- | ----- | -------- | -------- | ----------- | -------- | ----- | -------- | -------- | ----- | -------- | ----- | -------- | -------- | ------- |
| 2001      | TB        | 36    | 0     | 0     | 0     | 0        | 6     | 2     | 2        | 5           | .750  | 212   | 51.1     | 38       | 6           | 18       | 0     | 3        | 58       | 4     | 0        | 21    | 18       | 3.16     | 1.09    |
| 2002      | TB        | 42    | 11    | 0     | 0     | 0        | 8     | 8     | 1        | 6           | .500  | 519   | 114.0    | 120      | 15          | 68       | 5     | 4        | 73       | 10    | 0        | 77    | 70       | 5.53     | 1.65    |
| 2003      | TB        | 34    | 28    | 1     | 0     | 1        | 12    | 10    | 0        | 1           | .545  | 836   | 188.1    | 165      | 21          | 106      | 2     | 20       | 132      | 15    | 3        | 97    | 88       | 4.21     | 1.44    |
| 2004      | TB        | 23    | 22    | 0     | 0     | 0        | 9     | 7     | 0        | 1           | .563  | 588   | 128.0    | 107      | 13          | 96       | 2     | 16       | 109      | 5     | 0        | 68    | 63       | 4.43     | 1.59    |
| 2004      | NYM       | 3     | 3     | 0     | 0     | 0        | 2     | 0     | 0        | 0           | 1.000 | 62    | 14.0     | 12       | 0           | 6        | 0     | 0        | 14       | 1     | 0        | 9     | 6        | 3.86     | 1.29    |
| '04計     | NYM       | 26    | 25    | 0     | 0     | 0        | 11    | 7     | 0        | 1           | .611  | 650   | 142.0    | 119      | 13          | 102      | 2     | 16       | 123      | 6     | 0        | 77    | 69       | 4.37     | 1.56    |
| 2005      | NYM       | 31    | 27    | 0     | 0     | 0        | 7     | 12    | 0        | 0           | .368  | 748   | 166.1    | 170      | 12          | 77       | 2     | 15       | 112      | 8     | 2        | 85    | 77       | 4.17     | 1.48    |
| 2006      | NYM       | 5     | 5     | 0     | 0     | 0        | 1     | 2     | 0        | 0           | .333  | 97    | 21.1     | 25       | 5           | 11       | 0     | 0        | 15       | 1     | 0        | 16    | 16       | 6.75     | 1.69    |
| 2007      | TOR       | 8     | 2     | 0     | 0     | 0        | 0     | 2     | 0        | 0           | .000  | 62    | 10.2     | 20       | 5           | 11       | 2     | 1        | 5        | 1     | 0        | 13    | 13       | 10.97    | 2.91    |
| 2007      | BAL       | 5     | 2     | 0     | 0     | 0        | 0     | 1     | 0        | 0           | .000  | 63    | 12.1     | 12       | 1           | 11       | 0     | 4        | 11       | 1     | 0        | 13    | 13       | 9.49     | 1.86    |
| '07計     | BAL       | 13    | 4     | 0     | 0     | 0        | 0     | 3     | 0        | 0           | .000  | 125   | 23.0     | 32       | 6           | 22       | 2     | 5        | 16       | 2     | 0        | 26    | 26       | 10.17    | 2.35    |
| 2009      | La New    | 5     | 5     | 0     | 0     | 0        | 1     | 2     | 0        | 0           | .333  | 132   | 26.2     | 42       | 1           | 8        | 0     | 5        | 15       | 2     | 1        | 26    | 16       | 5.40     | 1.87    |
| MLB：7年  | MLB：7年  | 187   | 100   | 1     | 0     | 1        | 45    | 44    | 3        | 13          | .506  | 3187  | 706.1    | 669      | 78          | 404      | 13    | 63       | 529      | 46    | 5        | 399   | 364      | 4.64     | 1.52    |
| CPBL：1年 | CPBL：1年 | 5     | 5     | 0     | 0     | 0        | 1     | 2     | 0        | 0           | .333  | 132   | 26.2     | 42       | 1           | 8        | 0     | 5        | 15       | 2     | 1        | 26    | 16       | 5.40     | 1.87    |

- 各年度の太字はリーグ最高

### 背番号
- 60（2001年 - 2002年）
- 47（2003年 - 2004年）
- 38（2004年 - 2006年）
- 31（2007年 - 同年途中）
- 41（2007年途中 - 同年終了）
- 32（2009年）

### 代表歴
- 2006 ワールド・ベースボール・クラシック・ベネズエラ代表
- 2009 ワールド・ベースボール・クラシック・ベネズエラ代表